# سیارک ۵۱۹۳
سیارک ۵۱۹۳ (به انگلیسی: 5193 Tanakawataru، نامگذاری:1992ET) پنج هزار و صد و نود و سومین سیارک کشف شده‌است که در ۷ مارس ۱۹۹۲ کشف شد.